# Nicole Ramalalanirina
Nicole Ramalalanirina (* 5. März 1972 in Antananarivo, Madagaskar) ist eine ehemalige französisch-madagassische Leichtathletin, die sich auf den Hürdenlauf spezialisiert hat. 1993 wurde sie Afrikameisterin im 100-Meter-Hürdenlauf und gewann für Madagaskar zwei Goldmedaillen bei den Spielen der Frankophonie. Für Frankreich sicherte sie sich 2001 die Bronzemedaille über 60 Meter Hürden bei den Hallenweltmeisterschaften in Lissabon. Auch ihre Schwester Lantoniaina Ramalalanirina war als Leichtathletin aktiv.

## Sportliche Laufbahn
Erste internationale Erfahrungen sammelte Nicole Ramalalanirina vermutlich im Jahr 1991, als sie bei den Afrikaspielen in Kairo in 13,70 s die Bronzemedaille im 100-Meter-Hürdenlauf hinter den Nigerianerinnen Ime Akpan und Taiwo Aladefa gewann. Zudem gewann sie dort in 45,96 s gemeinsam mit Mamy Razafimanantsoa, Hanitriniaina Rakotondrabé und Lalao Ravaonirina die Bronzemedaille mit der madagassischen 4-mal-100-Meter-Staffel hinter den Teams aus Nigeria und der Elfenbeinküste. Im Jahr darauf gewann sie bei den Afrikameisterschaften in Belle Vue Maurel in 45,38 s gemeinsam mit Monica Rahanitraniriana, Hanitriniaina Rakotondrabé und Lalao Ravaonirina die Bronzemedaille mit der Staffel hinter Südafrika und Nigeria. Anschließend startete sie über 100 m Hürden bei den Olympischen Sommerspielen in Barcelona und kam dort mit 13,40 s nicht über die erste Runde hinaus. 1993 startete sie im 60-Meter-Hürdenlauf bei den Hallenweltmeisterschaften in Toronto und kam dort mit 8,36 s nicht über die erste Runde hinaus. Ende Juni siegte sie bei den Afrikameisterschaften in Durban in 13,32 s über 100 m Hürden und gewann in 44,93 s gemeinsam mit Hanitriniaina Rakotondrabé, Lalao Ravaonirina und Lantoniaina Ramalalanirina die Silbermedaille mit der Staffel hinter dem nigerianischen Team. Anschließend startete sie bei der Sommer-Universiade in Buffalo und sicherte sich dort in 13,28 s die Bronzemedaille hinter den US-Amerikanerinnen Dawn Bowles und Marsha Guialdo. Im August erreichte sie dann bei den Weltmeisterschaften in Stuttgart das Halbfinale, in dem sie mit 13,16 s ausschied. Im Jahr darauf siegte sie in 13,17 s im Hürdenlauf bei den Spielen der Frankophonie in Bondoufle und wurde beim IAAF World Cup in London in 13,24 s Vierte. 1995 schied sie bei den Hallenweltmeisterschaften in Barcelona mit 8,11 s im Semifinale über 60 m Hürden aus und Anfang August schied sie bei den Weltmeisterschaften in Göteborg mit 13,24 s im Halbfinale aus, ehe sie bei den Studentenweltspielen in Fukuoka in 13,02 s die Goldmedaille gewann. Im Jahr darauf nahm sie erneut an den Olympischen Sommerspielen in Atlanta teil und schied dort mit 13,01 s im Halbfinale aus und kam mit der Staffel im Vorlauf nicht ins Ziel. 1997 kam sie bei den Weltmeisterschaften in Athen mit 13,21 s nicht über die erste Runde hinaus, anschließend verteidigte sie aber mit 13,21 s ihren Titel bei den Spielen der Frankophonie in Antananarivo.
Ab 1998 startete sie international für Frankreich und belegte bei den Europameisterschaften in Budapest in 12,87 s den vierten Platz über 100 m Hürden und anschließend kam sie beim IAAF World Cup in Johannesburg nicht ins Ziel. Im Jahr darauf schied sie bei den Hallenweltmeisterschaften in Maebashi mit 8,06 s in der ersten Runde aus und im Sommer schied sie bei den Weltmeisterschaften in Sevilla mit 12,96 s im Halbfinale aus. 2000 erreichte sie bei den Olympischen Sommerspielen in Sydney das Finale und klassierte sich dort mit 12,91 s auf dem sechsten Platz. 2001 gewann sie bei den Hallenweltmeisterschaften in Lissabon in 7,96 s die Bronzemedaille über 60 m Hürden hinter der US-Amerikanerin Anjanette Kirkland und Michelle Freeman aus Jamaika. Im August schied sie dann bei den Weltmeisterschaften im kanadischen Edmonton mit 12,91 s im Halbfinale aus. Im Jahr darauf wurde sie bei den Halleneuropameisterschaften in Wien in 8,01 s Vierte über 60 m Hürden und 2004 gelangte sie bei den Hallenweltmeisterschaften in Budapest mit 8,01 s auf Rang acht. Im Sommer nahm sie zum vierten Mal an den Olympischen Sommerspielen in Athen teil, kam dort aber mit 13,07 s nicht über die erste Runde hinaus. Im Jahr darauf schied sie bei den Halleneuropameisterschaften in Madrid mit 8,12 s im Halbfinale aus und 2006 kam sie bei den Hallenweltmeisterschaften in Moskau mit 8,14 s nicht über den Vorlauf hinaus. Im August trat sie bei den Europameisterschaften in Göteborg an und schied dort mit 13,34 s in der Vorrunde aus. Im September bestritt sie in Nancy ihren letzten offiziellen Wettkampf und beendete daraufhin ihre aktive sportliche Laufbahn im Alter von 34 Jahren.
2000 wurde Ramalalanirina französische Meisterin im 100-Meter-Hürdenlauf sowie 2004 und 2006 Hallenmeisterin über 60 m Hürden. Zudem wurde sie 1990 madagassische Meisterin über 100 m Hürden.

## Persönliche Bestleistungen
- 100 m Hürden: 12,76 s (+0,6 m/s), 13. August 2000 in La Chaux-de-Fonds
  - 60 m Hürden (Halle): 7,89 s, 18. Februar 1996 in Liévin (madagassischer Rekord)